# Дев'ять життів
«Дев'ять життів» (англ. Nine Lives) — науково-фантастичне оповідання Кліффорда Сімака, вперше опубліковане журналом «Short Stories: A Man's Magazine» у грудні 1957 року.

## Сюжет
Передбачаючи неминучість війни Землі зі скупченням Стожар прогнозовано через 300 років, уряд започаткував секретний проєкт «Пісковий годинник» для винайдення подорожей в часі, щоб мати можливість заново перегравати ситуацію.
За 200 років існування проєкт не надто просунувся. Серед його здобутків були лишень:
- згадки про подорожі в часі як про буденне явище від однієї зниклої цивілізації;
- відкриття інопланетного тваринного виду, представники якого неконтрольовано переміщались в часі;
- та безслідне зникнення двох працівників проєкту з інтервалом в 30 років.

Урядовець повідомив науковцям проєкту, що їм вдалося знайти сліди одного із зниклих працівників: це були його відбитки 300 річної давнини та свідчення його раптової появи і зникнення.
Він нагадав про важливість проєкту для всього людства і відповідальність за катастрофічні наслідки у випадку невдачі.
Керівник Вульф і головний математик Манн, щоб відволіктись від роботи, вирішили сходити порибалити.
Коли вони повернулись, їх очікував аналітичний звіт про щорічне збільшення кількості безслідно зниклих людей, тотожне зменшенню кількості людей які стають божевільними.
Що привело їх до гіпотези про розвинення у людей здібності подорожей в часі, як запобіжному клапані з тих же причин, що призводять до божевілля.
І незабаром охорона виявила незнайомця, що раптово опинився у них на території.
Він засвідчив, що був свідком знищення Землі у майбутній війні зі Стожарами.
Це означало, що проєкт «Пісковий годинник» не встиг врятувати людство.
Хоча керівник Вульф так не вважав, оскільки підтвердилася його гіпотеза — люди здійснюють мимовільні подорожі в часі в критичних ситуаціях.
Тепер залишалось навчитись цим керувати.
І від незнайомця, який очевидно є працівником «Піскового годиннику» майбутнього, він отримає результати проєкту за майбутні роки, а якщо і в цьому разі часу не вистачить, то вони проходитимуть цей шлях знову і знову.